# Jan Lucassen

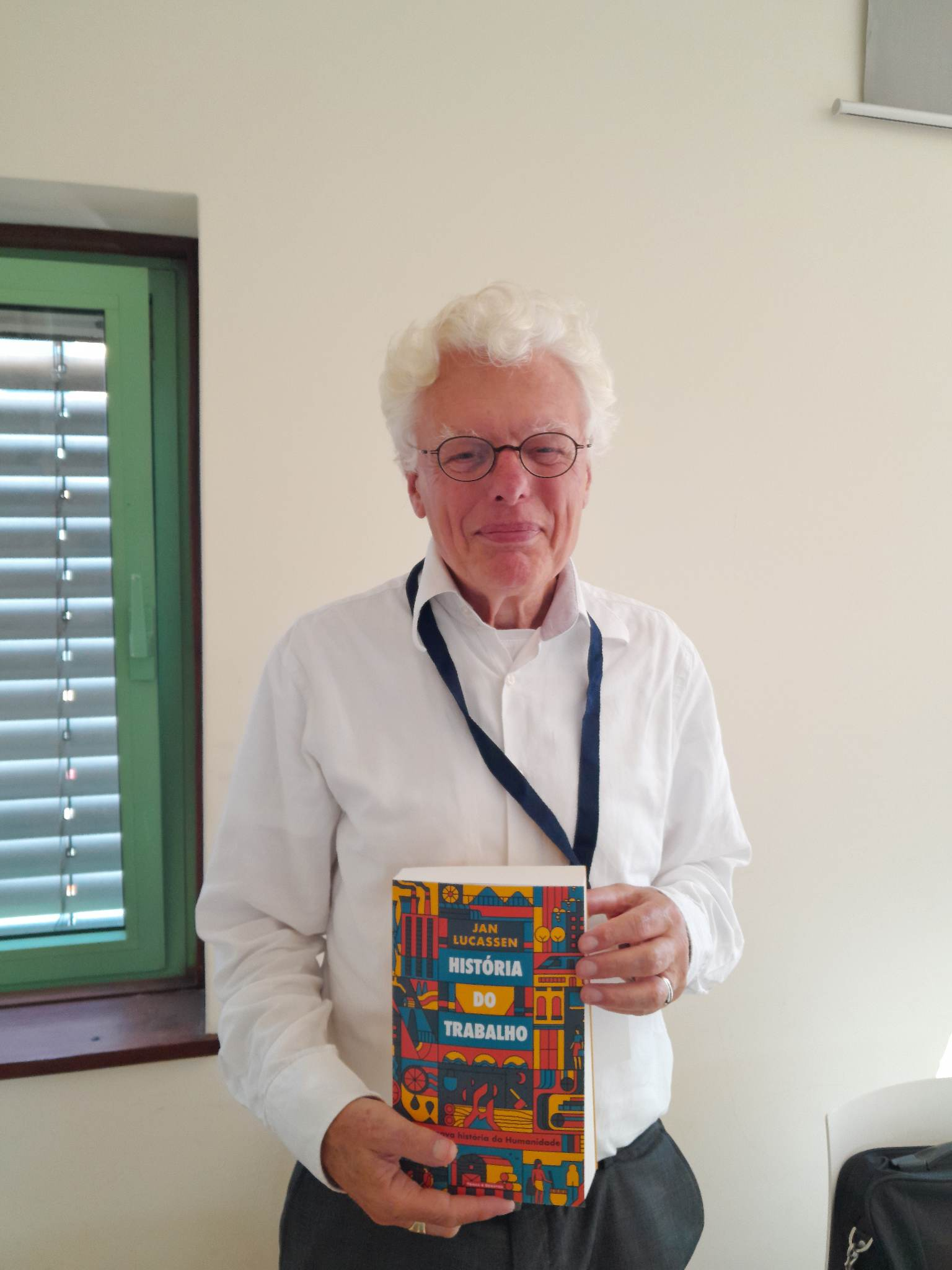
Jan Lucassen com a edição portuguesa do seu livro " A História do Trabalho "

Johannes Mathias Wilhelmus Gerardus Lucassen (nascido em 7 de julho de 1947) é um historiador e autor holandês. Ele estudou História na Universidade de Leiden e obteve o seu Doutoramento na Universidade de Utrecht em 1984 com a sua Tese Migrant Labour in Europe 1600–1900. The Drift to the North Sea (Londres, 1987). Ele é especialista na história do trabalho, no desenvolvimento a longo prazo das relações trabalhistas, migração e da monetarização em relação ao desenvolvimento do trabalho assalariado.

## Biografia
Em 1988 ingressou no Instituto Internacional de História Social (IISH), onde fundou o seu departamento de pesquisa, e foi Diretor de Pesquisa do IISH até o final de 2000. Desde então, é investigador sênior do IISH e membro honorário desde 2012. Ele é membro da Royal Netherlands Academy of Arts and Sciences desde 2004. De 1990 até sua aposentadoria em 2012, ele foi professor de História Social Internacional e Comparada na Vrije Universiteit Amsterdam. Jan Lucassen é considerado, junto com Marcel van der Linden, o fundador da abordagem da História Global do Trabalho, que defende uma perspetiva mundial sobre a história do trabalho e das relações trabalhistas.  Ao contrário da história clássica do trabalho, a História Global do Trabalho não se concentra apenas na perspetiva do trabalhador industrial masculino.
Na região do Atlântico Norte desde a Revolução Industrial, toma como ponto de partida a definição mais ampla possível de trabalho, incluindo trabalho doméstico e várias formas de trabalho forçado. Ele é um dos principais instigadores do IISH's Global Collaboratory on the History of Labor Relations, 1500–2000, no qual uma taxonomia das relações trabalhistas globais foi desenvolvida.
Em 2021, publicou The Story of Work: A New History of Humankind, uma história global do trabalho, desde os tempos pré-históricos até o presente, publicado pela Yale University Press. Em 2023, a versão do livro em português foi lançada pela editora Temas e Debates, englobada pela Porto Editora. O livro ganhou críticas positivas no The Economist. The Times, The Daily Telegraph, The Guardian, The New Statesman, e Financial Times. The Economist listou o livro como um dos melhores livros de 2021, enquanto também foi mencionado como o melhor livro de 2021 pelo historiador britânico Simon Sebag Montefiore na BBC History Magazine.  Numa palestra e discussão pública on-line em janeiro de 2022 na London School of Economics, Patrick Wallis descreveu o livro como uma culminação de décadas de estudos que se transforma em um livro incrivelmente envolvente que abre (a história do trabalho) para um amplo público leitor.

## Publicações (seleção)
- Jan Lucassen, The Story of Work: A New History of Humanity (New Haven, 2021)ISBN 978-0300256796 ; Tradução holandesa: De wereld aan het werk. Van de prehistorie tot nu (Zwolle, 2021)ISBN 978-9462584686; Tradução portuguesa: História do Trabalho: uma nova História da Humanidade (Lisboa, 2023) ISBN 9789896447663
- Jan Lucassen, Leo Lucassen (Eds. ), Globalizing Migration History: The Eurasian Experience 16th-21st centuries (Leiden e Boston, 2014)ISBN 978 9004271357
- Leo Lucassen e Jan Lucassen, Winnaars e Verliezers. Een nuchtere balans van vijfhonderd jaar immigratie (Amsterdã, 2011, 2015)ISBN 978 9035136434 Tradução alemã: Gewinner und Verlierer. Fünf Jahrhunderte Immigration. Eine nüchterne Bilanz (Münster, 2014)ISBN 978 3830930624
- Jan Lucassen, Outlines of a History of Labor (Amsterdam: IISH Research Paper 2013)
- Jan Lucassen, Leo Lucassen, "From mobility transition to comparative global migration history”, em: Journal of Global History 6 (2011), pp. 299-307
- Jaap Kloosterman, Jan Lucassen, Rebels with a Cause: Five Centuries of Social History Collected by the IISH (Amsterdam, 2010)ISBN 978 9462984103
- Jan Lucassen, Leo Lucassen, Patrick Manning (eds), Migration History in World History: Multidisciplinar Approaches (Leiden and Boston, 2010)ISBN 978 9004205628
- Jan Lucassen, Leo Lucassen, “The mobility transition revisited, 1500-1900: what the case of Europe can offer to global history”, Journal of Global History 4 (2009), pp. 347-377
- Jan Lucassen, Tine De Moor, Jan Luiten van Zanden (Eds), “The Return of the Guilds”, International Review of Social History 53 (2008), Suplemento 16
- Jan Lucassen (Ed.), Wages and Currency: Global Comparisons from Antiquity to the Twentieth Century (Bern 2007)ISBN 978 3039107827
- Albin Gladen, Antje Kraus, Piet Lourens, Jan Lucassen, Peter Schram, Helmut Talako, Gerda van Asselt (eds), Hollandgang im Spiegel der Reiseberichte evangelischer Geistlicher. Quellen zur saisonalen Arbeitswanderung in der zweiten Hälfte des 19. Jahrhunderts (Münster, 2007)ISBN 9783402068007
- Jan Lucassen, “The Brickmakers’ Strikes on the Ganges Canal in 1848-1849", em: International Review of Social History 51 (2006) Suplemento 14, pp. 47-83
- Jan Lucassen (ed. ), Global Labour History: A State of the Art (Berna, 2006, 2008)ISBN 9783039115761
- Maarten Prak, Catharina Lis, Jan Lucassen, Hugo Soly (eds. ), Craft Guilds in the Early Modern Low Countries: Work, Power and Representation (Aldershot etc., 2006)ISBN 9781138379114
- Jan Lucassen (coeditor com Leo Lucassen), Migration, Migration History, History: Old Paradigms and New Perspectives (Berna, 1997, 1999, 2005)ISBN 9783039108640
- Piet Lourens, Jan Lucassen, Arbeitswanderung und berufliche Spezialisierung. Die lippischen Ziegler im 18. e 19. Jahrhundert (Osnabrück, 1999)
- Marcel van der Linden, Jan Lucassen, Prolegomena for a Global Labor History (Amsterdã, 1999)
- Jan Lucassen, Rinus Penninx,  Newcomers. Immigrants and their Descendants in the Netherlands 1550-1995 (Amsterdã, 1997)
- P. van Royen, JR Bruijn, J. Lucassen (Eds), Those Emblems of Hell"? European Sailors and the Maritime labour Market, 1570-1870 (St. John's, 1997)ISBN 9780968128831
- K. Davids, J. Lucassen (Eds. ), A Miracle Mirrored: The Dutch Republic in European Perspective (Cambridge, 1995)ISBN 9780521158275